# Molí de Sant Magí de Brufaganya
El Molí de Sant Magí de Brufaganya és una obra de Pontils (Conca de Barberà) inclosa a l'Inventari del Patrimoni Arquitectònic de Catalunya.

## Descripció
L'estat de conservació del molí és molt deficient. És una ruïna de la que es conserva una paret i es pot apreciar l'inici de la volta de la part baixa i el desguàs del molí, on es pot veure la canalització coberta amb volta de canó. Resulta difícil fer-se una idea de configuració externa.
La construcció està feta amb pedra local més o menys escairada i de mida uniforme

## Història
En 1645 es dona llicència als frares de Sant Magí perquè facin un molí, essent prior el Fra Jacint Andreu. El primer d'abril de 1647 es posà la primera pedra. El 24 de novembre de 1647 arribà la primera mola de Barcelona.